# Microsania tonnoiri
Microsania tonnoiri är en tvåvingeart som beskrevs av Collart 1934. Microsania tonnoiri ingår i släktet Microsania och familjen svampflugor. Inga underarter finns listade i Catalogue of Life.